# Villa Perrot
La Villa Perrot è una storica residenza situata a Pregny-Chambésy in Svizzera.

## Storia
La villa venne eretta tra il 1881 e il 1883 secondo il progetto dell'architetto Jacques-Elysée Goss su commissione di Adolphe Perrot.
La proprietà è oggi iscritta nell'inventario svizzero dei beni culturali d'importanza regionale.

## Descrizione
La villa, immersa in un vasto parco provato, presenta uno stile Luigi XIII.

## Galleria d'immagini

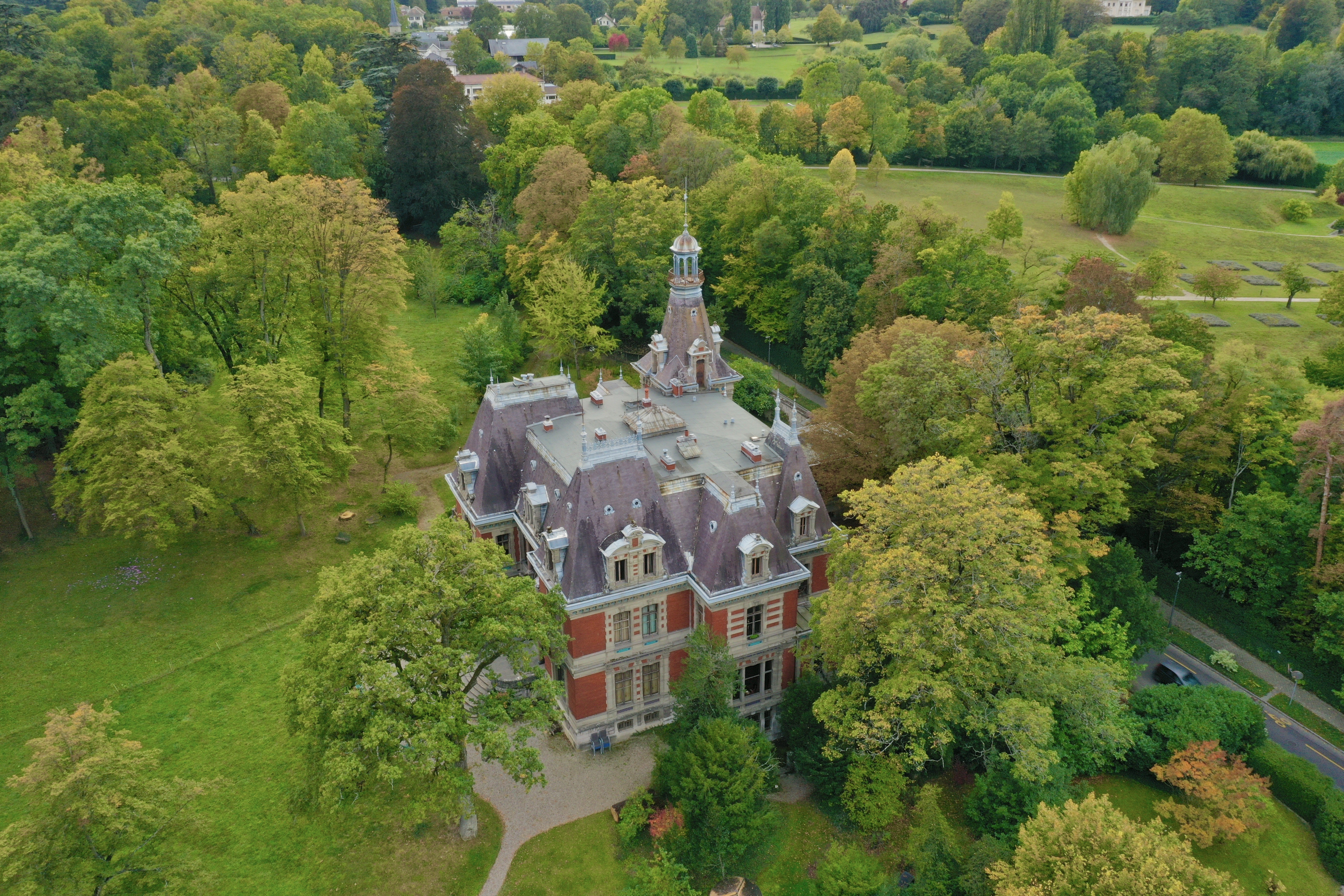
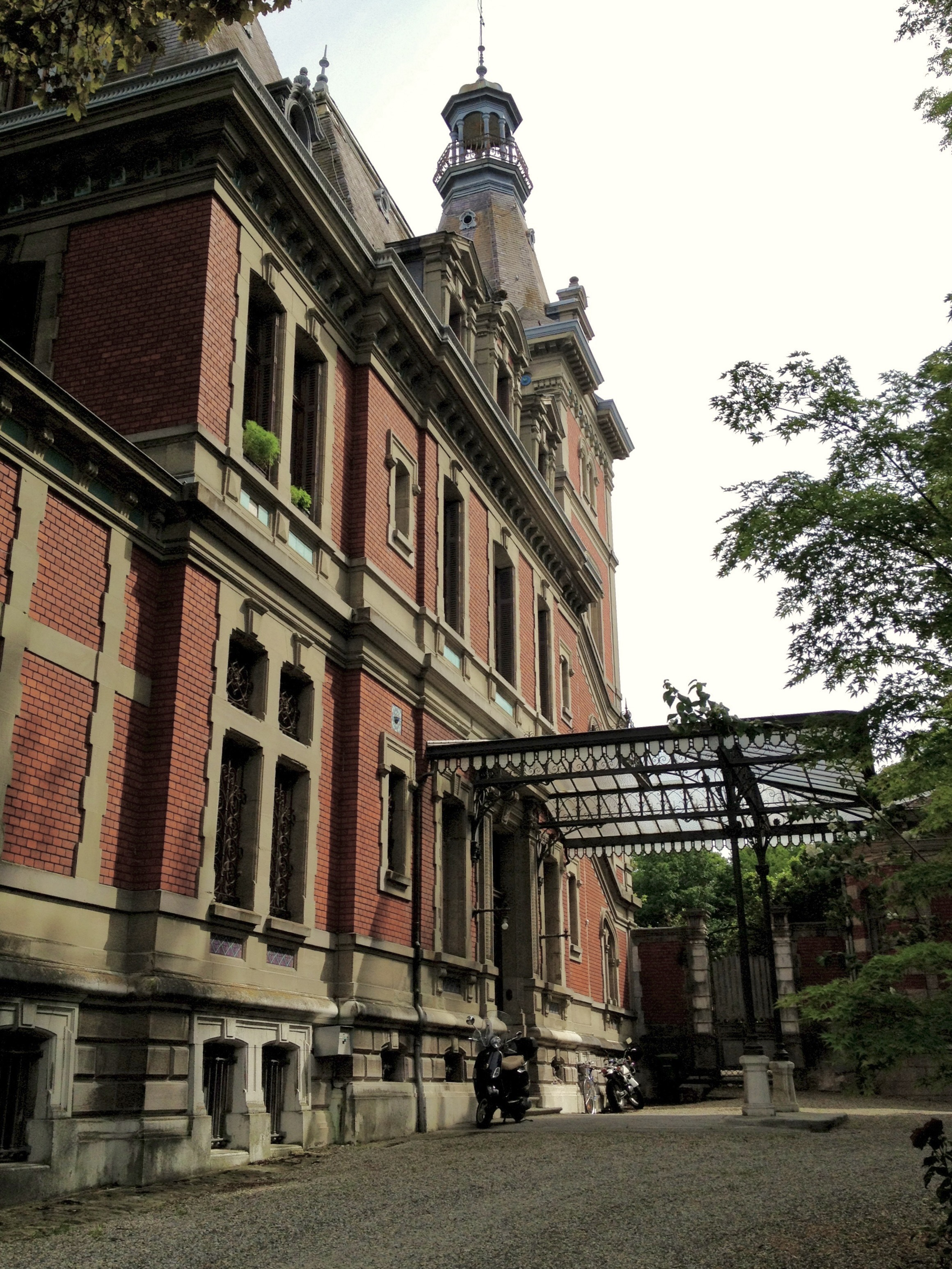